# ائرو ای.۱۰۲
ائرو ای. ۱۰۲ (به انگلیسی: Aero A.102) یک هواپیمای ساختِ آئرو ودوخودی است. نخستین استفاده‌کنندهٔ این هواپیما نیروی هوایی چک بوده‌است. این هواپیما در ۱۹۳۴ میلادی نخستین پرواز خود را انجام داد.